# Manfred Mann Chapter Three (album)
Manfred Mann Chapter Three – album nagrany pomiędzy czerwcem a październikiem 1969 r. przez grupę Manfred Mann Chapter Three i wydany w listopadzie tego samego roku.

## Historia i charakter albumu
W czerwcu 1969 r. rozwiązała się grupa Manfred Mann, po prawie 6 latach pełnych sukcesów.
Jeszcze w czerwcu Manfred Mann i Mike Hugg sformowali nową grupę, która przyjęła nazwę Manfred Mann Chapter Three. Grupa w krótkim czasie wydała dwa albumy, które – według słów muzyków – zawierały taką muzykę, jaką naprawdę zawsze chcieli grać.
Muzycy odeszli więc od popu, który grali od czasu do czasu w przeszłości i wkroczyli na teren jazzrocka i rocka progresywnego. Niektórzy słyszą także w tej muzyce zapowiedź hardrocka.

## Muzycy
- Mike Hugg – pianino, wokal
- Manfred Mann – organy, gwizdek policyjny
- Bernie Living – saksofon altowy, flet
- Steve York – gitara basowa, gitara, harmonijka
- Craig Collinge – perkusja

Dodatkowi muzycy
- Sonny Corbett,
- Ian Fenby,
- Harold Beckett – trąbka (6)
- David Coxhill – saksofon
- Derek Wadsworth – saksofon
- Chris Pyne – puzon
- Dave Quincy – saksofon
- Phil Kenzie – saksofon
- Dave Potter –
- Geoff Driscoll – saksofon
- Nick Evans – puzon
- Madeleine Bell – wokal
- Sue and Sonny – wokal
- Brian Hugg – gitara (4)

## Spis utworów
Oryginalny LP (winyl)
| 1.  | Travelling Lady                   | 5:51  |
|     |                                   |       |
| 2.  | Snakeskin Garter                  | 5:49  |
|     |                                   |       |
| 3.  | Konekuf                           | 6:00  |
|     |                                   |       |
| 4.  | Sometimes                         | 2:40  |
|     |                                   |       |
| 5.  | Devil Woman                       | 5:27  |
|     |                                   |       |
| 6.  | Time                              | 7:29  |
|     |                                   |       |
| 7.  | One Way Glass                     | 3:34  |
|     |                                   |       |
| 8.  | Mister You're a Better Man than I | 5:12  |
|     |                                   |       |
| 9.  | Ain't It Sad                      | 2:00  |
|     |                                   |       |
| 10. | A Study in Inaccuracy             | 4:08  |
|     |                                   |       |
| 11. | Where Am I Going                  | 2:51  |
|     |                                   |       |
|     |                                   | 51:01 |
|     |                                   |       |
Dysk (CD)
- Utwory jak powyżej + nagrania bonusowe

| 1. | Sometimes (mono)                               | 2:26  |
|    |                                                |       |
| 2. | Mother (znany też jako Travelling Lady - mono) | 5:22  |
|    |                                                |       |
| 3. | Devil Woman (wersja z singla)                  | 5:27  |
|    |                                                |       |
| 4. | A Study in Inaccuracy (wersja alternatywna)    | 5:15  |
|    |                                                |       |
|    |                                                | 18:30 |
|    |                                                |       |

## Opis płyty
Oryginał
- Producent – Dave Hadfield
- Inżynier dźwięku – Dave Hadfield
- Nagranie – Maximum Sound Studios
- Data nagrania – czerwiec–październik 1969 r.
- Kompozycje – Manfred Mann (1, 3, 7, 10); Mike Hugg (1, 2, 4, 5, 6, 8, 9, 11); Brian Hugg (8)
- Aranżacja instrumentów dętych – Manfred Mann i Mike Hugg
- Długość – oryg. LP: 51 min. 1 sek.
- Okładka – Jack Levy
- Fotografia – Johnny Clamp
- Firma nagraniowa – Vertigo¹, Polydor²
- Numer katalogowy – ¹VO 3, ²4013

Wznowienie
- Remastering – Robert M. Corich i Mike Brown
- Data – czerwiec–wrzesień 1999, Londyn
- Dodatkowy materiał – Manfred Mann, The Workhouse, Andy i Carol Taylor z Platform End, Helen Milner, Steve Fernie i Mick Rogers.
- Poprawiona szata graficzna i tekst – Red Steel Productions dla Creature Music Lts.
- Opracowanie artystyczne CD i wkładki – Andrew Buckle z Sapphire Productions
- Dodatkowe uwagi we wkładce – Andy Taylor
- Długość – CD: 1 godz. 9 min. 31 sek.
- Data wznowienia – 1999
- Firma nagraniowa (wznowienie) – Creature Music Ltd.
- Numer katalogowy – Mann 001